# Grace O'Malley
Grace O'Malley (in gaelico irlandese Gráinne Ní Mháille), conosciuta come Granuaile o Gráinne Mhaol (Umhaill, c. 1530 – Rockfleet Castle, 1603) è stata una rivoluzionaria e pirata irlandese, capo del clan degli O'Malley.
È oggi un'importante figura nelle leggende irlandesi, ma fu di fatto un personaggio rilevante nella storia dell'isola del XVI secolo. O'Malley è famosa anche come "La regina del Mare di Connemara”. Fu la ventesima regina di Umhaill, corrispondente all'attuale contea di Mayo, dal 1580 al 1603.

## Biografia
O'Malley nacque in Irlanda, a Umhaill, nel 1530, quando Enrico VIII era sul trono d'Inghilterra. Sotto le direttive del governo inglese del tempo, i principi semi-autonomi irlandesi ed i signori furono fondamentalmente lasciati liberi di agire come preferivano, anche se questo cambierà nel corso della vita della O'Malley e durante la riconquista da parte dei Tudor dell'Irlanda.
Grace era la figlia di Eoghan Dubhdara, capo del clan degli O'Malley. Gli O'Malley avevano il controllo di buona parte della regione ora nota come baronato di Murrisk, nel sud ovest della contea di Mayo, e riconoscevano come loro signori dichiarati i gaelici Burke Anglo-Normanni o la famiglia De Burgo, che controllava molte zone dell'attuale territorio comitale.
Insolitamente per la nobiltà irlandese del tempo, gli O'Malley erano una grande famiglia di mare che tassava tutti coloro che pescavano sulle loro coste, compresi i pescatori che venivano da tanto lontano come dall'Inghilterra. Il loro leader portava l'antico titolo irlandese degli O'Malley.
Secondo la leggenda irlandese, da giovane Grace O'Malley volle partire con il padre per un'operazione commerciale in Spagna, ma, quando egli le disse che non poteva venire perché i suoi lunghi capelli si sarebbero impigliati alle corde della nave, lei se ne tagliò buona parte per mettere in imbarazzo il padre e spingerlo a prenderla con sé, guadagnandosi così l'appellativo di "Gráinne Mhaol" (in irlandese Mhaol significa calvo o con pochi capelli). Da allora il soprannome divenne conosciuto.

### Il matrimonio con O'Flaherty
O'Malley si sposò ancora ragazza nel 1546, con Donal an Chogaidh (Donal della Battaglia) O'Flaherty, erede al titolo di capo degli O' Flaherty. Da questo marito ebbe tre figli:
- Owen, il figlio primogenito, conosciuto per essere estremamente gentile e generoso. Quando Owen aveva venti o trent'anni fu ingannato ed ucciso da Richard Bingham, che prese possesso del suo castello con le sue truppe.

- Margaret, a volte chiamata “Maeve”. Era, con grande disappunto della madre, molto femminile, ma comunque di carattere scontroso come lei. Si sposò presto ed ebbe molti bambini. O'Malley ed il marito di Margaret erano apparentemente molto vicini, ed in parecchi momenti il genero la salvò dalla morte.

- Murrough, spesso indicato come il più somigliante al padre, si divertiva in guerra. Era molto maschilista: spesso picchiava la sorella, e si rifiutava di dare ascolto a Grace a causa del suo sesso. Molte fonti riportano che Murrough non avesse il benché minimo senso della lealtà, infatti dopo l'assassinio di Owen tradì la sua famiglia e si alleò con le forze di Bingham. Quando O'Malley lo venne a sapere, giurò che non avrebbe più parlato con il figlio per il resto della sua vita, in compenso però lo insultava spesso.[2]

Dopo che il marito venne ucciso in battaglia, O'Malley recuperò il maniero di Joyces (ora castello di Hen nel Lough Corrib) che era stato suo. Dopo fece ritorno nella contea di Mayo e stabilì la residenza della famiglia nel castello a Clare Island.

### Il secondo matrimonio
O'Malley si sposò una seconda volta con Richard-un-Iarainn Burke, Richard-in-Iron in inglese, soprannominato così perché portava sempre una cotta di maglia. Era il proprietario del castello di Rockfleet, vicino a Newport. 
Secondo consuetudine i due si sposarono osservando la legge bretone rimanendo insieme per un anno, e, anche se per tradizione quando l'anno scadde O'Malley divorziò da Burke tenendosi il castello, rimasero uniti fino alla morte del marito. Rockfleet rimase per secoli alla famiglia di O'Malley.
Insieme ebbero un figlio, Tibbot Burke Tiobóid, soprannominato Tibbot na Long(Tibbot delle Navi) in quanto nato sulla nave di O'Malley e perché la madre voleva trasmettergli la sua passione per il mare. Fu nominato successivamente Visconte di Mayo.

### L'attività rivoluzionaria

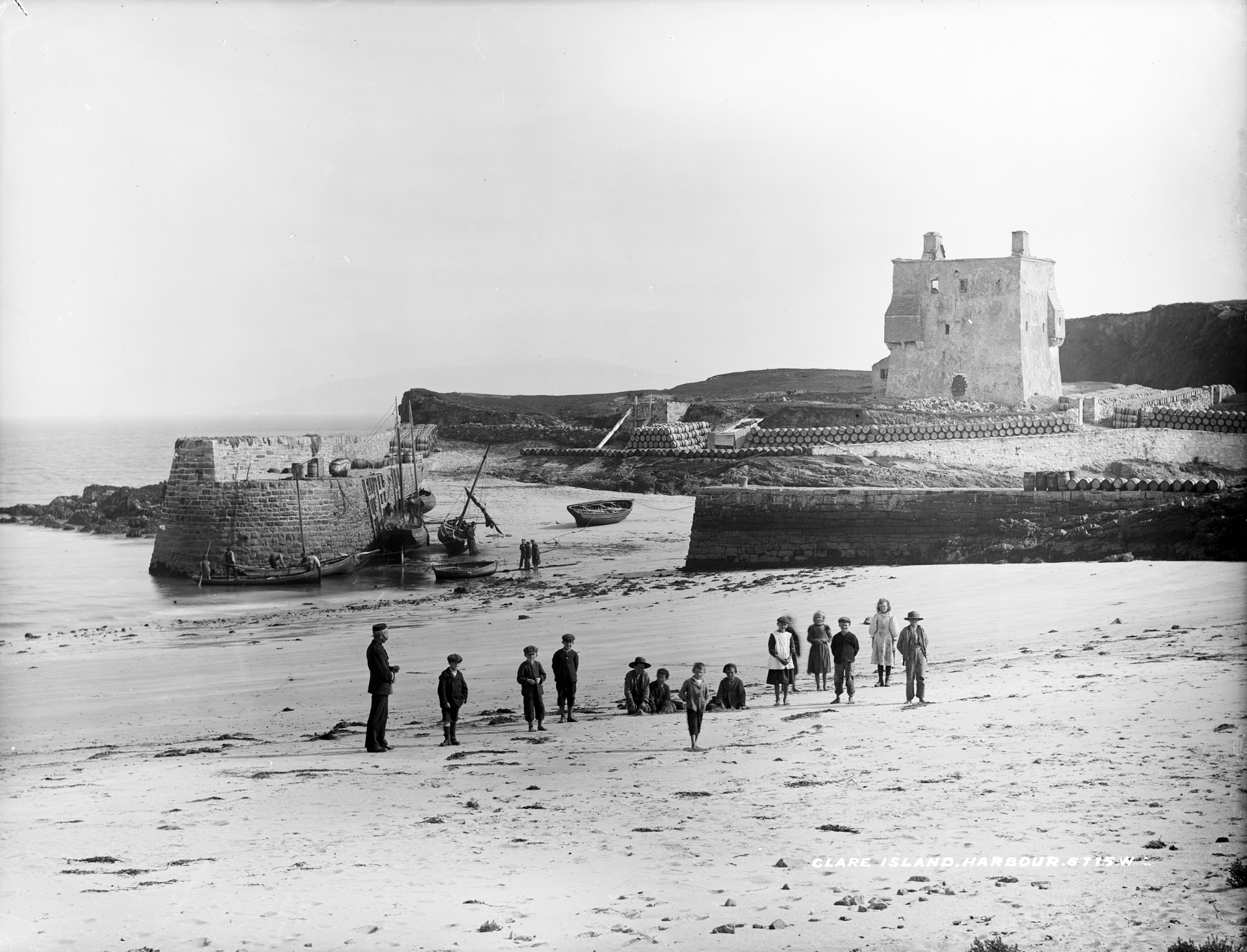
Il castello di Granuaile sull'isola di Clare

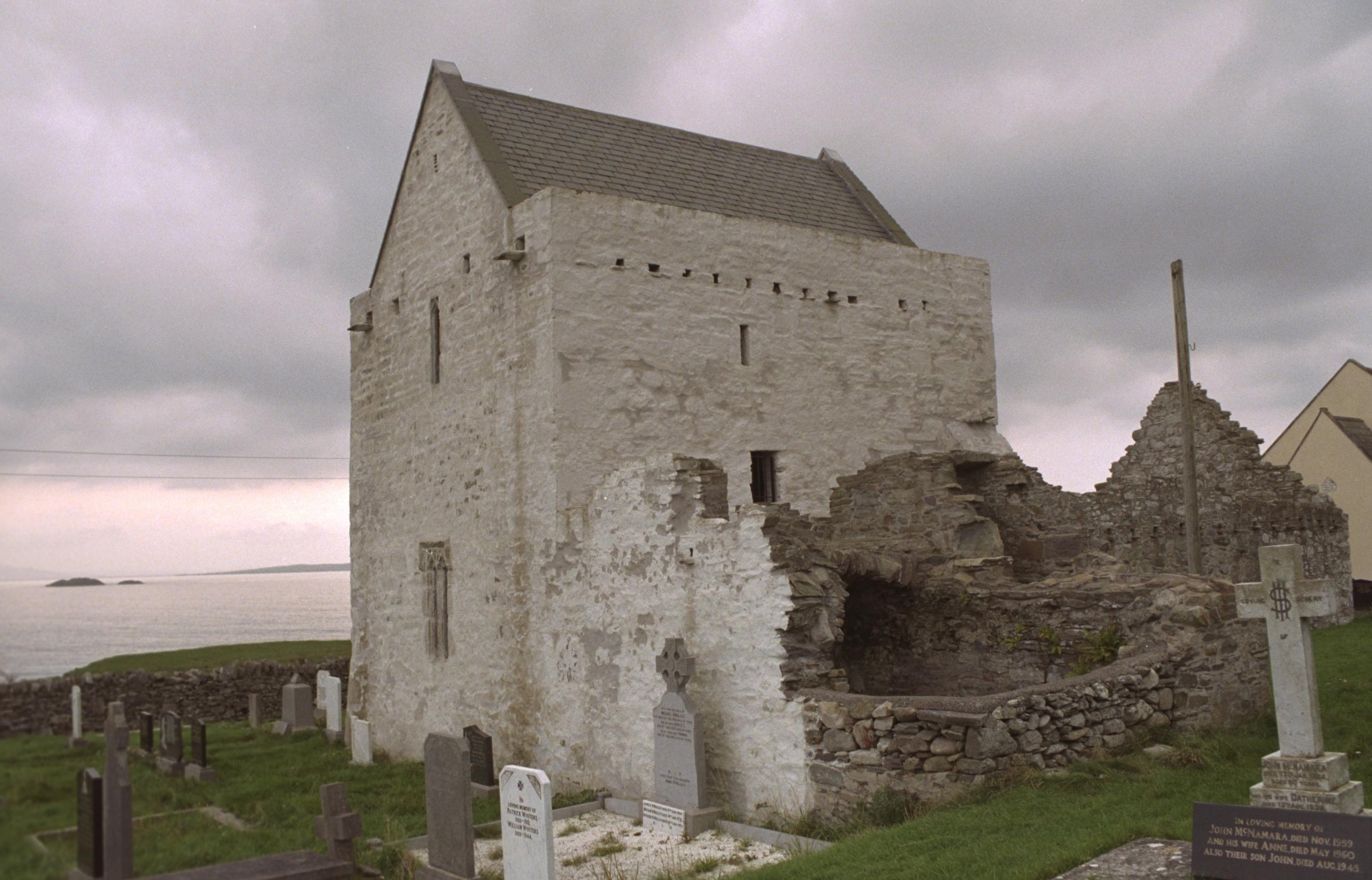
Abbazia di Clare Island dov'è sepolta Grace

O'Malley ingaggiò un'attività rivoluzionaria nei confronti della corona inglese. Il suo castello a Clare Island venne attaccato da una flotta proveniente da Galway, intenzionata ad avere ragione di lei. Tuttavia furono presto costretti alla fuga. Poco tempo dopo O'Malley fu catturata, per essere però rilasciata di lì a poco.
Una leggenda molto diffusa narra di un incidente a Howth, che accadde verosimilmente nel 1576. Durante un viaggio per Dublino, O'Malley tentò di fare una visita di cortesia a Howth Castle, casa dell'ottavo barone di Howth. Tuttavia venne informata che al momento la famiglia era a cena e i cancelli del castello le furono chiusi in faccia. Per ritorsione, fece rapire il figlio ed erede del barone, che venne rilasciato sotto la promessa di tenere i cancelli sempre aperti ai visitatori inaspettati, e di mettere un posto in più durante ogni pasto. Ancora oggi questo accordo viene mantenuto dalla famiglia dei St.Lawrence, proprietari di Howth Castle.

### L'incontro con Elisabetta I
Dopo il XVI secolo il potere inglese era progressivamente aumentato in Irlanda, mentre la potenza degli O'Malley era venuta meno. Infine, nel 1593, quando i suoi figli, Tibbot Burke e Morrough O'Flaherty, ed il suo fratellastro, Donal-na-Piopa, furono fatti prigionieri dal governatore inglese del Connaught, Sir Richard Bingham, O'Malley salpò alla volta dell'Inghilterra per proporre alla regina Elisabetta I una petizione per il loro rilascio.
Apparentemente, Elisabetta fu conquistata da O'Malley, che era più anziana di lei di tre anni, e le due donne giunsero ad un accordo sufficiente per Elisabetta per accordare le richieste di O'Malley, che provvide a far cessare il suo appoggio alle molte ribellioni irlandesi e agli atti di pirateria contro la Gran Bretagna. La loro discussione fu condotta in latino, poiché O'Malley non conosceva l'inglese e la regina Elisabetta non parlava l'irlandese.
Elisabetta I inviò una famosa lista di domande, alle quali O'Malley rispose e che rimandò indietro. In seguito lei si recò in Inghilterra (come già accennato) con una petizione per il rilascio dei due figli e del fratellastro. Si incontrò con Elisabetta I al palazzo di Greenwich, indossando un elegante abito, circondata dalle guardie e dai membri della Corte reale. O'Malley si rifiutò di inchinarsi per prima di fronte ad Elisabetta poiché non la riconosceva come regina d'Irlanda, e glielo volle mostrare.
Si è anche rumoreggiato sul fatto che si fosse portata dietro un pugnale celato tra le sue vesti, che le guardie trovarono dopo averla perquisita. I cortigiani di Elisabetta si spaventarono e si preoccuparono molto, ma O'Malley riferì alla regina che era solo per la sua difesa personale, e la regina lo accettò, sebbene glielo fece sequestrare.
Alcuni riportano anche che O'Malley avesse starnutito, e che quindi una dama le avesse porto un fazzoletto ricamato. Si soffiò il naso, ma, subito dopo averlo fatto, lo gettò tra le fiamme di un vicino caminetto. Di fronte alla corte sconcertata Elisabetta I disse che in Inghilterra era buon uso infilare il fazzoletto usato nella manica, ma O'Malley rispose che in Irlanda erano disapprovate le persone così trascurate da tenere della stoffa sporca sulla propria persona.
O'Malley ed Elisabetta, dopo aver discusso molto, convennero ad una serie di promesse reciproche. Ad esempio, Elisabetta fece rimuovere sir Bingham dal suo incarico in Irlanda, ed O'Malley smise di sostenere le rivolte dei signori irlandesi.
Dopo di che, O'Malley ripartì alla volta dell'Irlanda, e l'incontro sembrò avere buon esito. Tuttavia, le altre richieste degli O'Malley (come la restituzione del bestiame confiscato da Sir Bingham, per esempio) rimasero insolute. Come se non bastasse, dopo poco tempo Elisabetta rese a Sir Bingham il suo ruolo in Irlanda, di conseguenza l'incontro con Elisabetta si concluse con un nulla di fatto. Per rispondere al ritorno di Bingham, che O' Malley prese come un affronto, lei tornò a supportare le varie rivolte dei nobili irlandesi.

### Gli ultimi anni

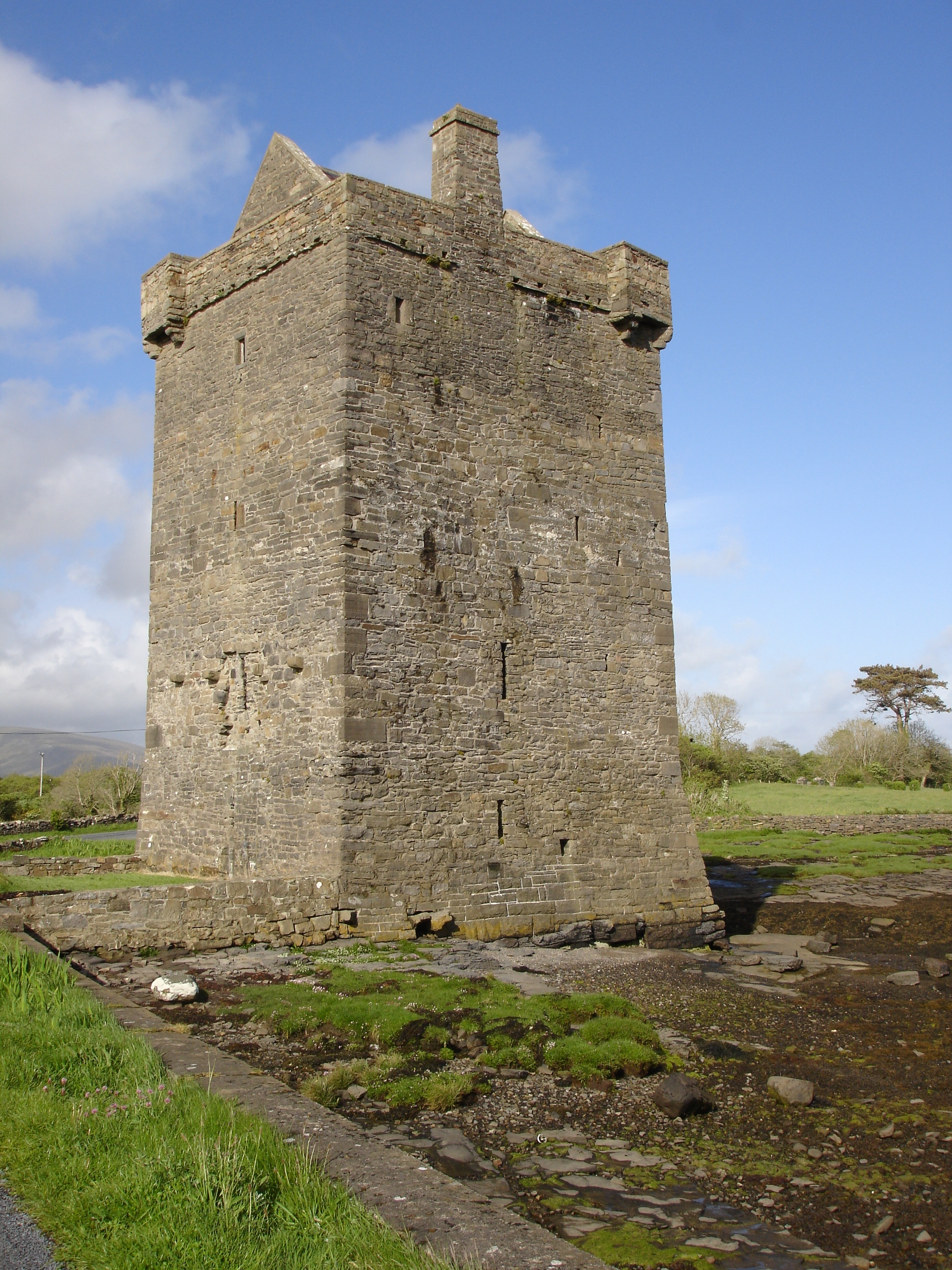
Il castello di Rocklfeet, probabile luogo della morte della regina pirata

Nonostante la riunione, O'Malley alla fine tornò alla vecchia vita di pirata, sebbene virtualmente conducesse i suoi attacchi solo contro i nemici dell'Inghilterra, durante la Guerra dei nove anni (Irlanda). Molto probabilmente morì nel 1603, a Rockfeet Castle, lo stesso anno di Elisabetta I, per quanto la sua data di morte sia molto dibattuta.

## Riferimenti nella cultura di massa
La vita avventurosa di Grace O'Malley ha ispirato musicisti, romanzieri e autori di teatro, che spesso hanno prodotto opere biografiche con ampi margini d'immaginazione:
Letteratura
- È la protagonista di un libro del 2004 di Alan Gold, The Pirate Queen: the story of Grace O'Malley, an Irish pirate, dove si racconta in modo romanzato e in arte immaginario la sua storia dai quattordici anni fino all'incontro con Elisabetta I.
- The Wild Irish: A Novel of Elizabeth I & the Pirate O'Malley del 2009 di Robin Maxwell racconta la storia dalla sua nascita fino a pochi anni prima della sua morte. The Wild Irish si concentra soprattutto sulla vita di O'Malley, ma è fortemente fittizio - la parte principale della storia è incentrata su di O'Malley che racconta la storia della sua vita ad Elisabetta I nella notte del loro incontro.
- Morgan Llywelyn nel suo romanzo Grania. La regina dei pirati d'Irlanda (Grania She-king of the Irish Seas, 1986), narra le vicende di Gráinne Ní Mháille, dall'infanzia al matrimonio con Donal O'Flaherty fino all'incontro con Elizabeth Tudor e infine alla morte.
- L'autrice di romanzi Bertrice Small la portò in molti dei suoi libri, specialmente in uno,  Skye O'Malley (1980), dove la protagonista è una parente del personaggio principale.

Musica
- Gavin Dunne. musicista irlandese noto per le sue canzoni "tributo", ha dedicato un pezzo folk ad O'Malley.
- L'album Somewhere Along the Road della cantante celtica Cathie Ryan contiene una ballata intitolata Grace O'Malley.
- Il musical The Pirate Queen di Alain Boublil, Claude-Michel Schönberg, Richard Maltby, Jr. e John Dempsey, che originariamente debuttò al Chicago Cadillac Palace Theatre nell'ottobre 2006, con l'americana attrice di teatro Stephanie J. Block nella parte di Grania (Grace), si basa sul romanzo di Morgan Llywelyn del 1986. Il musical si è spostato a Broadway nel 2007.